# The Names
The Names is een Belgische newwaveband uit Brussel, die bestond van 1977 tot 1982 en uit haar as herrees in 2007.
De band werd in 1977 door Michel Sordinia, die de basgitaar bespeelde en de nummers schreef, opgericht en aanvankelijk The Passengers gedoopt. Marc Deprez speelde op gitaar en Christophe Den Tandt bediende de drums. Pas een jaar later zou Den Tandt naar de synthesizer en piano overschakelen. Voor hun eerste single, Spectators of Life, kozen ze in 1979 echter de naam The Names: zij wilden eigenlijk de verwarring vermijden met een toenmalige Britse band die ook The Passengers heette (de naamsverandering bleek nutteloos te zijn, als die Britse Passengers vrij onbekend bleven).
In 1980 kwamen ze in contact met producer Martin Hannett, nadat ze contacten hadden gelegd met het label Factory Records op een Brussels concert van Joy Division. In augustus van dat jaar namen ze in Manchester de single Nightshift op. Ze hadden er echter een concert gemist, waardoor New Order in de plaats was opgetreden. De toeschietelijke producer zorgde er echter voor dat ze in 1981 nog de single Calcutta konden opnemen, wellicht hun bekendste nummer, en in 1982 het album Swimming en de single The Astronaut.
Een enorm succes bij het brede publiek zijn The Names nooit geweest, en dit ligt waarschijnlijk aan slechte timing: tijdens het hoogtepunt van de zogenaamde cold wave, in 1980 en 1981, was de groep nog volop opgang aan het maken, en toen ze eenmaal een album hadden uitgebracht, was deze stijl reeds op zijn retour. Daarenboven traden ze hoofdzakelijk in de Benelux en Frankrijk op, terwijl ze zich stilistisch veeleer op de Britse muziek richtten. Afgezien van Calcutta heeft hun muziek — althans commercieel gezien — nooit een grotere weerklank gevonden.
The Names brachten duistere, melodieuze wave-rock, met zowel gitaren als synthesizers, en zorgvuldig afgewerkte songstructuren. Het is een genre dat invloeden van Joy Division en The Cure vertoont, en waarin een gothic-component huist. Het trio kwam in 1995 nog eens samen onder de naam Jazz, en bracht het album Nightvision uit.
In 2007 kwamen ze terug samen voor een optreden tijdens Factory Night. In april 2009 brachten ze een nieuw album uit met de titel Monsters Next Door onder het label Str8line.

## Discografie

### Singles
- 1979 Spectators of Life
- 1980 Nightshift
- 1981 Calcutta
- 1982 The Astronaut

### Albums
- 1982 Swimming
- 2009 Monsters Next Door